# Мата де Мата
Мата (Марта) де Мата (фр. Mathe de Matha; ок. 1228 — между 1270 и 1273) — виконтесса де Марсан с 1251 года.
Родилась ок. 1228 года, дочь Петронеллы де Комменж (которой было уже около 40 лет, что в те времена выходило за рамки детородного возраста) и её пятого мужа Бозона де Мата.
После смерти матери (1251 год) унаследовала виконтство Марсан (по другим данным - получила его в приданое при  женитьбе в 1240 г.). В споре за Бигорское наследство вместе с мужем, Гастоном VII де Беарн, поддерживала единоутробную сестру — Аликс де Монфор, выступившую против Симона де Монфора.
После смерти Аликс де Монфор (1255 год) её сын Эскиват IV де Шабанэ захватил владения Маты в Нижнем Бигоре. Гастон VII осадил Тарб, после чего в войну вмешался принц Эдуард Английский. При его посредничестве заключен мир, согласно которому Мата получила назад все захваченные племянником земли.
Дата смерти Маты не упомянута в источниках. Известно, что 2 апреля 1273 года её овдовевший муж Гастон VII (которому было около 48 лет) женился второй раз — на Беатрисе Савойской.

## Семья
Дети Маты и Гастона VII:
- Констанция де Монкада (ум. 1310), виконтесса де Марсан, титулярная графиня Бигора. Жена Альфонса Арагонского (1260), Генриха Корнуэльского (1269) и Эймона II, графа Женевы (1279)
- Маргарита, виконтесса Беарна, жена (1252) Роже Бернара III, графа де Фуа
- Мата де Монкада
- Гильельма, жена (1291) Педро Арагонского (1275—1296)